# سفارة أذربيجان في إيطاليا
سفارة أذربيجان في إيطاليا هي أرفع تمثيل دبلوماسي لدولة أذربيجان لدى إيطاليا. تقع السفارة في روما وهي تهدف لتعزيز المصالح الأذربيجانية في إيطاليا.

## وصلات خارجية
- قائمة سفارات أذربيجان
- قائمة السفارات في إيطاليا